# 1927 en Alberta
Chronologie de l'Alberta
- 1923
- 1924
- 1925
- 1926
- 1927
- 1928
- 1929
- 1930
- 1931

Cette page concerne des événements qui se sont produits durant l'année 1927 dans la province canadienne de l'Alberta.

## Politique
- Premier ministre : John Edward Brownlee des United Farmers
- Chef de l'Opposition :
- Lieutenant-gouverneur : William Egbert
- Législature :

## Naissances
- 9 février : Roy Jenson, acteur canadien né à Calgary et mort le 27 avril 2007 à Los Angeles.

- 8 août : William Alexandre Gadsby, dit Bill Gadsby, (né à Calgary et mort le 10 mars 2016[1] à Farmington Hills aux États-Unis) est un joueur professionnel de hockey sur glace de la Ligue nationale de hockey.